# Ärztliches Qualitätsmanagement
Das Ärztliche Qualitätsmanagement ist ein Teil der ärztlichen Tätigkeit und befasst sich mit Qualitätsmanagement und Qualitätssicherung in der Medizin und im Gesundheitswesen.

## Ärztliche Zusatzweiterbildung
Nachdem bereits durch die vom Deutschen Ärztetag 1992 verabschiedete (Muster-)Weiterbildungsordnung verlangt wurde, dass Fachärzte Kenntnisse und Erfahrungen auf dem Gebiet der Qualitätssicherung in ihrem Fachgebiet nachweisen müssen, ist im Zuge der Novellierung der (Muster-)Weiterbildungsordnung im Jahr 2003 eine Zusatzbezeichnung „Ärztliches Qualitätsmanagement“ eingeführt worden.
Die Zusatz-Weiterbildung „Ärztliches Qualitätsmanagement“ umfasst die Grundlagen für eine kontinuierliche Verbesserung von Strukturen, Prozessen und Ergebnissen in der medizinischen Versorgung. Ziel der Zusatz-Weiterbildung ist die Erlangung der fachlichen Kompetenz in Ärztliches Qualitätsmanagement nach Ableistung der vorgeschriebenen Weiterbildungszeit und Weiterbildungsinhalte sowie des Weiterbildungskurses.